# حكومة شريف الأولى
أدت حكومة نواز شريف الأولى اليمين الدستورية في 9 نوفمبر 1990، وذلك بعد تعيين نواز شريف من قبل التحالف الجمهوري الإسلامي (المكون من تسعة أحزاب) بالإجماع رئيساً للحكومة.

## مجلس الوزراء
كانت حكومة شريف المكونة من 18 عضوا واحدة من أصغر الوزراء في تاريخ البلاد، لا سيما بالمقارنة مع الحكومة القياسية المكونة من 58 وزيرا لسلفه بينظير بوتو. أصر شريف على جلب ما يقرب من عشرة سياسيين على صلة بالجنرال ضياء الحق.
ومن بين الأعضاء الثمانية عشر الذين تم اختيارهم في البداية لمجلس الوزراء، كان تسعة من البنجاب، واثنان من إقليم العاصمة إسلام أباد، وستة من السند وواحد من بلوشستان. تم توسيع مجلس الوزراء لاحقًا ليشمل ممثلين من مقاطعة الحدود الشمالية الغربية،  على الرغم من كونهم أعضاء في التحالف الجمهوري الإسلامي، إلا أن أعضاء الجماعة الإسلامية رفضوا المشاركة في حكومة نواز شريف.

### التغييرات
- 9 مارس 1991 - تم تعيين شودري أمير حسين وزيرا للدولة في وزارة القانون للمرة الثانية.
- أبريل 1991 - عُيّن أكرم زكي وزيرا اتحاديا بالوكالة لوزارة الخارجية.
- 10 سبتمبر 1991
  - تعيين سيد غوس علي شاه وزيرا اتحاديا لوزارة الدفاع.[5]
  - يحتفظ رئيس الوزراء بسلطة وزارة الخارجية ويعين صديق خان كانجو وزيرا للدولة في الوزارة.
  - شودري عبد الغفور وزيرا اتحاديا لوزارة القانون.

## اقتباسات
1. 1 2 3  Times Wire Services (11 نوفمبر 1990). "New Pakistan Cabinet Shows Links to Zia". Los Angeles Times. مؤرشف من الأصل في 2019-01-06. اطلع عليه بتاريخ 2014-07-13.
2. ↑  Reuters (2 نوفمبر 1990). "9-Party Coalition Picks Ex-Punjab Leader to Be Pakistan's Next Premier". Los Angeles Times. مؤرشف من الأصل في 2019-01-06. اطلع عليه بتاريخ 2014-07-13. {{استشهاد بخبر}}: |الأخير= باسم عام (مساعدة)
3. ↑  Blood 1995
4. ↑  "Interview with Qazi Hussain"، Takbir، 31 يناير 1991 in Nasr 1995 – "Qazi Hussain [had asserted] that no concrete offers were forthcoming from the new government either."
5. 1 2  "Pakistan: Ministries, etc". List of rulers by country. Rulers. مؤرشف من الأصل في 2020-09-15. اطلع عليه بتاريخ 2014-07-14.